# Haapalampi (république de Carélie)
Haapalampi (en carélien : Haapalampi, en finnois : Haapalampi, en russe : Хаапала́мпи) est une municipalité rurale du raïon de Sortavala en république de Carélie.

## Géographie
L'agglomération d'Haapalampi est située sur les rives de la rivière Savainjoki, à neuf kilomètres au sud-ouest de Sortavala.
La municipalité d'Haapalampi a une superficie de 878,5 km2.
Haapalampi est bordée au sud-ouest par le raïon de Lahdenpohja, au nord-ouest par la Finlande, au nord-est par la municipalité de Kaalamo du raïon de Sortavala et au sud-est par Sortavala et le lac Ladoga.

## Démographie
Recensements (*) ou estimations de la population
| 2009  | 2010  | 2013  | 2015  |
| ----- | ----- | ----- | ----- |
| 3 360 | 3 122 | 2 957 | 2 943 |

| 2017  | 2019  | 2021  | - |
| ----- | ----- | ----- | - |
| 2 826 | 2 689 | 2 584 | - |